# Congo Mirador
Congo Mirador es un pueblo venezolano en el estado Zulia, en el sur del Lago de Maracaibo. Era una comunidad palafítica, con estructuras construidas sobre el agua, canales, y botes para transportarse. Debido a la sedimentación del lago en los últimos años, la crisis económica y la falta de atención por parte de las autoridades, casi toda la población ha abandonado el pueblo y se ha trasladado a pueblos cercanos.

## Historia
El Congo Mirador tiene una historia de al menos 200 años y es uno de los pueblos de agua del lago de Maracaibo construidos sobre pilotes junto con comunidades como Tomoporo, Ceuta, Moporo, Santa Rosa de Agua y Sinamaica. Según el libro Congo Mirador, pueblo palafítico del Lago de Maracaibo", escrito por Darío Novoa Montero, el pueblo tenía alrededor de 930 habitantes a finales de los años 70. El pueblo históricamente ha prosperado de la pesca y del turismo, debido a que es un punto privilegiado para observar el fenómeno de los relámpagos del Catatumbo. Para 2013, la comunidad contaba con al menos mil personas.Recibió el Récord Guinness 2014 “por poseer el mayor promedio mundial de relámpagos por kilómetro cuadrado al año”: 250 relámpagos por km². Para 2018 tenía alrededor de 140 palafitos y alrededor del 90% de la población se había marchado paulatinamente por la sedimentación del Lago de Maracaibo, la crisis económica y la falta de atención por parte de las autoridades. Gobiernos anteriores donaron dos plantas eléctricas a la población, pero para el mismo año se encontraban dañadas. El edificio de la escuela también colapsó.
Los habitantes responsabilizan de la sedimentación a un ganadero, Josué, quien en 1991 empleó maquinaria pesada para abrir un caño de tres kilómetros desde el río Bravo para facilitar el paso de embarcaciones con mercancías, una abertura bautizada como "Paso o Caño J". La acción aceleró el desplome y el avance de arena y escombros hacia el pueblo.
El caserío es el sujeto principal del documental Once Upon a Time in Venezuela, lanzado en 2020 y dirigido por Anabel Rodríguez Ríos. Para entonces, sólo quedaban nueve familias y un máximo de seis viviendas en la comunidad. Al consistir en palafitos, varios de los habitantes podían mudarse con su casa, subiéndola en dos lanchas, hacia Ologá y pueblos cercanos. En 2021 sólo quedaban cinco personas.